# David Lindsay (Entdecker)

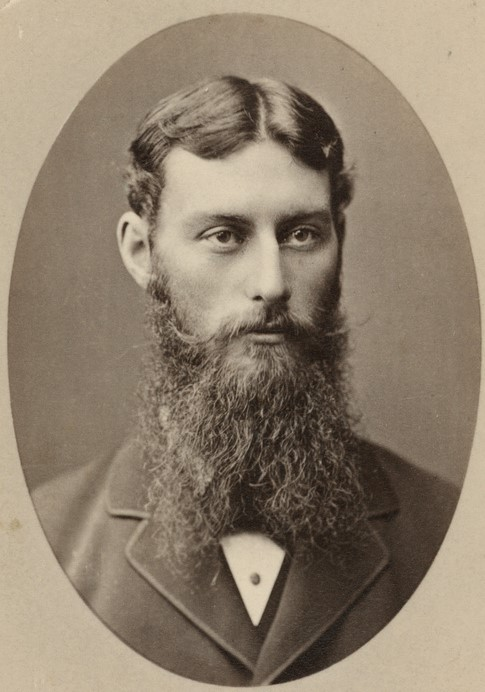
Porträt von David Lindsay

David Lindsay (* 20. Juni 1856 in Goolwa, South Australia, Australien; † 17. Dezember 1922 in Darwin, Australien) war ein Entdeckungsreisender und Geschäftsmann im frühen Australien.

## Frühes Leben
Seine Eltern, John Scott Lindsay und seine Frau Catherine (geborene Reid), waren nach Australien ausgewanderte Schotten aus Dundee.
Im Jahr 1871, im Alter von 15 Jahren, arbeitete David Lindsay in einem Geschäft, das mit chemischen Produkten handelte. Von der Regierung wurde er 1873 zum Entdecker ausgebildet und später in der Position eines Junior-Entdeckers im Büro des Department of the Northern Territory in Palmerston bei Darwin angestellt.
Am 10. März 1881 heiratete er Annie Theresa Stuart Lindsay, mit der er trotz der Namensgleichheit nicht verwandt war.

## Expeditionsreisender und Geschäftsmann
1879 verließ er das Ministerium und verfolgte nun Privatinteressen, handelte mit Immobilien und Vieh und betätigte sich im Bauwesen.
Als ihn die Regierung von South Australia im Jahr 1883 mit der Erkundung der zentralen und östlichen Gebiete des Arnhem-Land (einer Gegend im äußersten Nordosten des Northern Territorys) beauftragte, wurde er im Verlauf dieser Expedition von den lokalen Aborigines heftig angegriffen, wobei er sich einer Attacke von über 300 Aborigines mit Waffen erwehren musste.
Auf einer weiteren Expedition in den Jahren 1885 bis 1886 kam er bis an den Golf von Carpentaria und folgte dem Finke River bis zu seiner Mündung. Lindsay erkundete das unbekannte Gebiet zwischen der Telegrafenlinie und der Grenze zu Queensland, erforschte die MacDonnell Ranges und kam bis in die Simpson Desert. Er verbrachte ein halbes Jahr mit Erkundungen im Gebiet zwischen dem kleinen Ort Lake Nash und dem Powell Creek.
In einem fünf Wochen dauernden Ritt über eine Entfernung von 2253 Kilometern, den er gemeinsam mit einem Aborigine bestritt, erreichte er die Ostküste Australiens. Anschließend wurde er als Mitglied der Royal Geographical Society in London aufgenommen.
Er entdeckte auch ein abbauwürdiges Goldvorkommen bei Port Darwin und während einer 1888 durchgeführten Expedition ein reichhaltiges Glimmervorkommen in der MacDonnell Range. Ab 1889 betätigte sich Lindsay als Aktienhändler an der Börse in Adelaide.

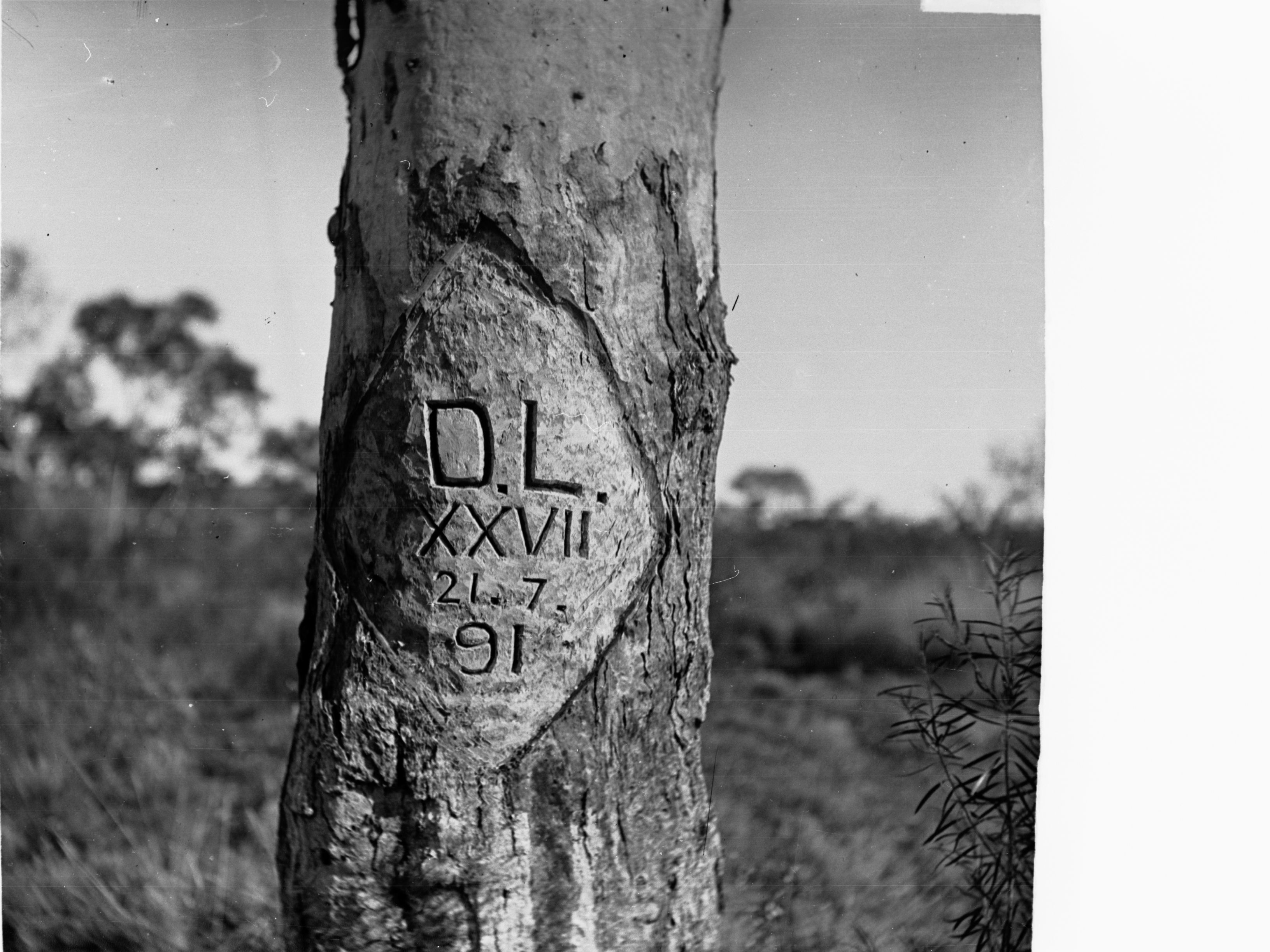
Eucalyptusbaum, der von David Lindsay am 21. Juli 1891 auf der Elder Scientific Exploring Expedition markiert wurde

Ab dem Mai 1891 führte er die Elder Scientific Exploring Expedition mit 44 Kamelen an, die von Sir Thomas Elder ausgerüstet worden war und bis zum März 1892 dauerte. Die Ergebnisse dieser Expedition waren hinsichtlich der Erwartung mäßig. Das erkundete Land bot keine ausreichende Wasserversorgung, es war für Viehzucht und Ackerbau nicht geeignet. Die 6886 Kilometer lange Expedition kartierte etwa 200.000 Quadratkilometer unbekanntes Land. Bemerkenswert Allerdings fand er Spuren von Gold bei Coolgardie
Als tatsächlich Gold bei Coolgardie gefunden wurde, trieb Lindsay Kamele dorthin, verkaufte sie mit hohem Gewinn und betätigte sich dort als Prospektor und Aktienhändler.
Von 1895 bis 1897 war er geschäftlich in London, wurde dort Kolonialmanager der Scottish Westralia Ltd und baute die Electric Power Supply Co. auf, welche die Goldfelder mit Strom versorgen sollte. 1897 kehrte Lindsay wieder nach Adelaide zurück und ging später nach Sydney.
1913 engagierte er sich für die Entwicklung von Hafenanlagen und Eisenbahnlinien im Northern Territory, wie auch von Viehstationen und Gefrierfleischanlagen am MacArthur River; letzteres schlug völlig fehl. In seinen letzten Lebensjahren wandte er sich dem Baumwollanbau zu, bevor er am 17. Dezember 1922, möglicherweise durch eine Herzklappenkrankheit, starb.

## Persönlichkeit
In seinen jungen Jahren war er von athletischer Figur, groß, muskulös und trug einen langen Bart. Sein Führungsstil war autokratisch, aber durch Kompetenz gekennzeichnet.

## Sonstiges
In seiner Skizze Freuden und Leiden eines Vielgelesenen setzt Karl May den historischen Lindsay mit seiner Romanfigur „Sir David Lindsay“ gleich. Ein Besucher erwähnt seinen Namen:

„‚Lindsay?‘ fahre ich auf. ‚Kennen Sie den?‘ 

‚Will es meinen! Wissen Sie, wo er jetzt ist?‘ 

‚Nein, leider nein. Er ist nach Australien gegangen, um auf meinen Rat das Festland auf Kamelen zu durchqueren, hat diese schwierige Expedition, wie in allen größeren Zeitungen zu lesen war, zum glücklichen Ende gebracht und dabei nicht nur Gold-, sondern auch, was ich für noch besser halte, sehr ansehnliche Kohlenfelder entdeckt. Wo er sich gegenwärtig befindet, ist mir unbekannt.‘ 

‚So haben Sie den richtigen Mann vor sich, es zu erfahren, denn ich bin während dieser Überlandreise bei ihm gewesen und auch später noch längere Zeit bei ihm geblieben. Als ich dann vor einigen Monaten mich auf nach Deutschland machte, trug er mir auf, Sie zu besuchen und Ihnen einen Brief von ihm zu übergeben.‘“